# Asotin County
Asotin County ist ein County im Bundesstaat Washington der Vereinigten Staaten. Der Verwaltungssitz (County Seat) ist Asotin, größter Ort ist Clarkston. Das U.S. Census Bureau hat bei der Volkszählung 2020 eine Einwohnerzahl von 22.285 ermittelt.

## Geographie
Das County liegt im äußersten Südosten von Washington, grenzt im Osten und Süden an die Bundesstaaten Idaho und Oregon und grenzt im Uhrzeigersinn an die Countys: Whitman County, Nez Perce County (Idaho), Wallowa County (Oregon) und Garfield County.

## Geschichte
Das County wurde am 27. Oktober 1883 aus den östlichen Teilen des Garfield Countys gegründet. Der Name des Countys stammt aus der Sprache der Nez-Percé-Indianer und bedeutet „Aalfluss“.

## Demografische Daten

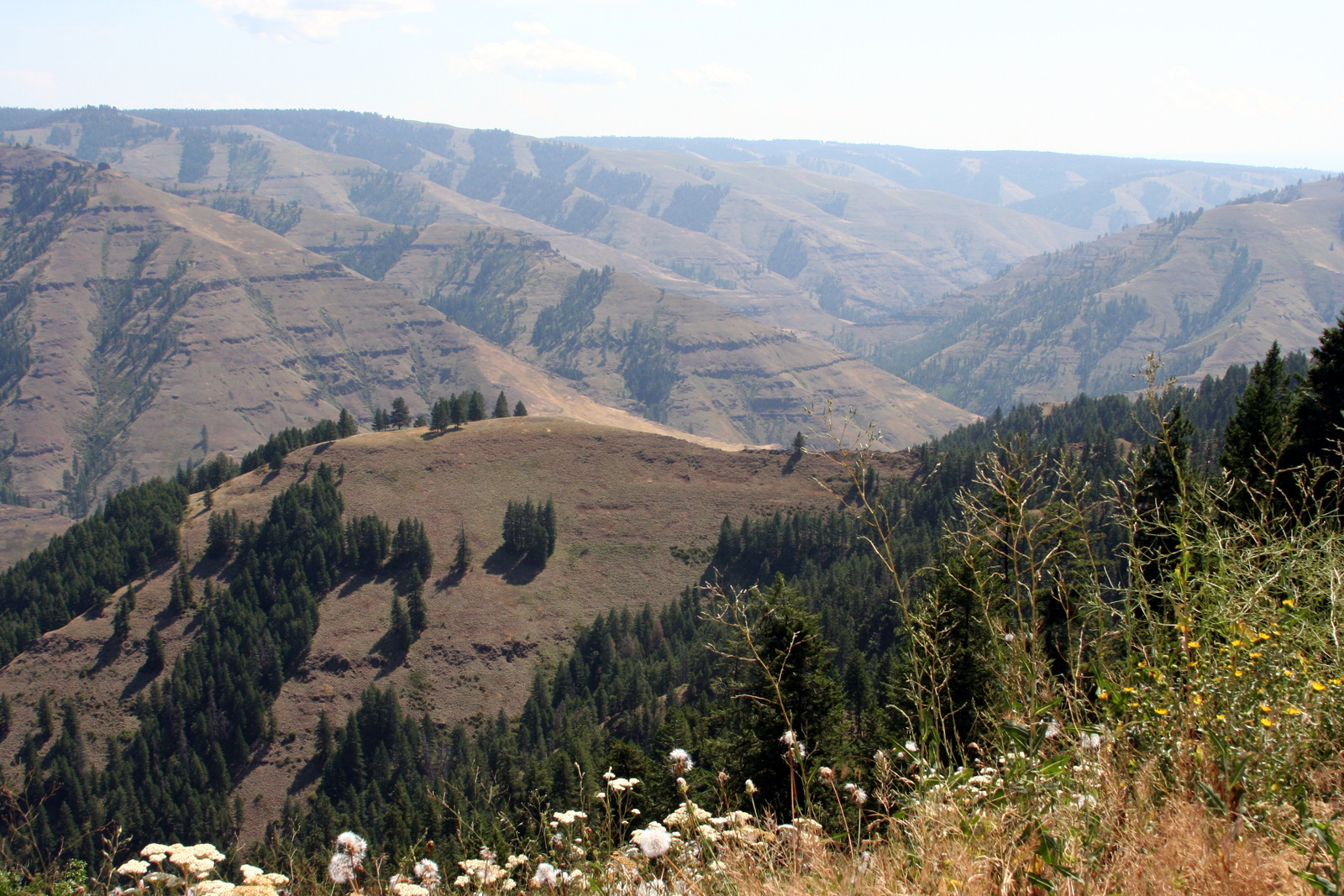
Der Joseph Canyon

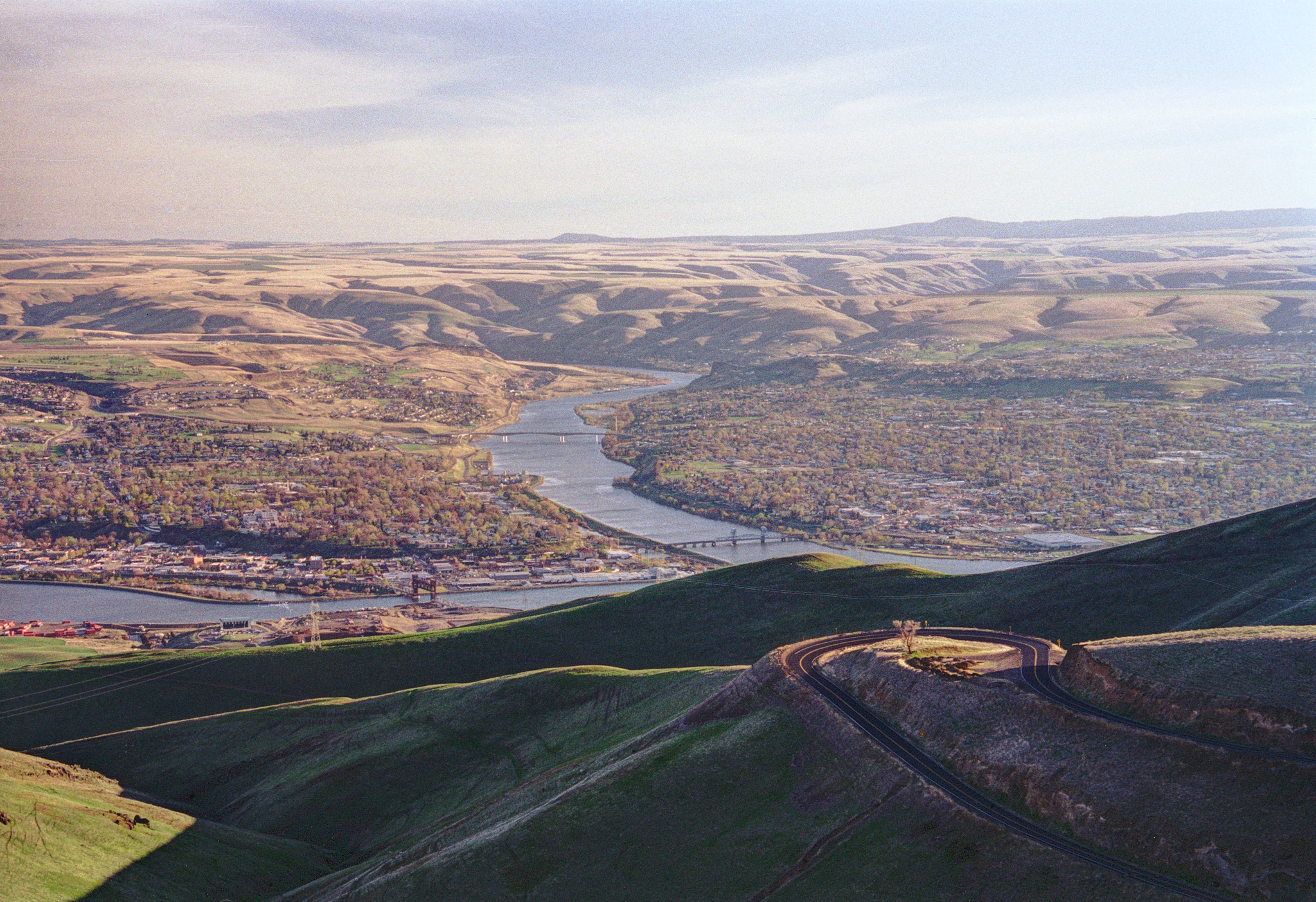
Der Snake River zwischen Idaho und Washington

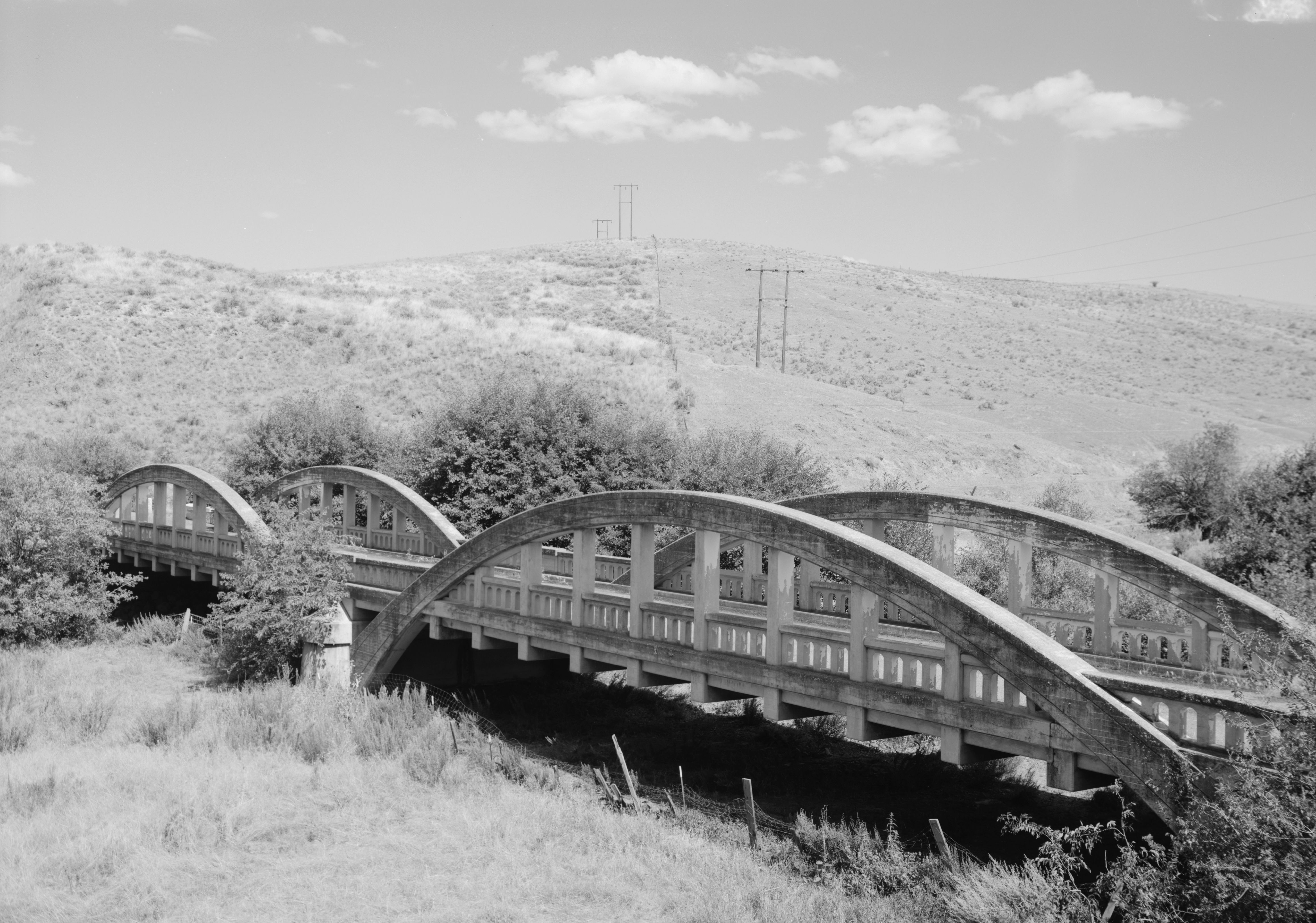
Die Indian Timothy Bridge, gelistet im NRHP

Nach der Volkszählung im Jahr 2000 lebten im County 20.551 Menschen. Es gab 8.364 Haushalte und 5.654 Familien. Die Bevölkerungsdichte betrug 12 Einwohner pro Quadratkilometer. Ethnisch betrachtet setzte sich die Bevölkerung zusammen aus 95,62 % Weißen, 0,19 % Afroamerikanern, 1,27 % amerikanischen Ureinwohnern, 0,51 % Asiaten, 0,02 % Bewohnern aus dem pazifischen Inselraum und 0,63 % aus anderen ethnischen Gruppen; 1,77 % stammten von zwei oder mehr ethnischen Gruppen ab. 1,95 % der Bevölkerung waren spanischer oder lateinamerikanischer Abstammung.
Von den 8.364 Haushalten hatten 31,00 % Kinder und Jugendliche unter 18 Jahre, die bei ihnen lebten. 51,40 % waren verheiratete, zusammenlebende Paare, 11,90 % waren allein erziehende Mütter. 32,40 % waren keine Familien. 27,00 % waren Singlehaushalte und in 11,70 % lebten Menschen im Alter von 65 Jahren oder darüber. Die Durchschnittshaushaltsgröße betrug 2,42 und die durchschnittliche Familiengröße lag bei 2,91 Personen.
Auf das gesamte County bezogen setzte sich die Bevölkerung zusammen aus 25,50 % Einwohnern unter 18 Jahren, 8,10 % zwischen 18 und 24 Jahren, 26,10 % zwischen 25 und 44 Jahren, 24,00 % zwischen 45 und 64 Jahren und 16,30 % waren 65 Jahre alt oder darüber. Das Durchschnittsalter betrug 39 Jahre. Auf 100 weibliche Personen kamen 91,10 männliche Personen, auf 100 Frauen im Alter ab 18 Jahren kamen statistisch 86,30 Männer.
Das jährliche Durchschnittseinkommen eines Haushalts betrug 33.524 USD, das Durchschnittseinkommen der Familien betrug 40.592 USD. Männer hatten ein Durchschnittseinkommen von 35.810 USD, Frauen 22.218 USD. Das Prokopfeinkommen betrug 17.748 USD. 15,40 % der Bevölkerung und 11,60 % der Familien lebten unterhalb der Armutsgrenze. 22,70 % davon waren unter 18 Jahre und 6,70 % waren 65 Jahre oder älter.

## Orte
- Städte:
  - Asotin
  - Clarkston
- Census-designated place:
  - Clarkston Heights-Vineland
  - West Clarkston-Highland
- Gemeindefreies Gebiete:
  - Anatone
  - Cloverland
  - Jerry
  - Rogersburg
  - Silcott
- Geisterstädte
  - Craige
  - Hanson Ferry
  - Theon
  - Zindel